# اس‌بی‌تی استویس
اس‌بی‌تی استویس (به انگلیسی: Ysbyty Ystwyth) یک منطقهٔ مسکونی در بریتانیا است که در کردیگیون واقع شده‌است. اس‌بی‌تی استویس ۴۰۹ نفر جمعیت دارد.